# 2025년 일본 프로 야구 올스타전
2025년 일본 프로 야구 올스타전은 2025년 7월 23일과 7월 24일에 열린 일본 프로 야구의 올스타전 경기이다.

## 개요
2017년 이후 마이나비의 특별 협찬으로 ‘마이나비 올스타 게임 2025’(マイナビオールスターゲーム2025)라는 이름으로 개최됐다.
전년도와 마찬가지로 두 차례의 경기가 열리며 전 경기 모두 지명타자제가 채택됐다. 1차전은 퍼시픽 리그 주최, 2차전은 센트럴 리그 주최로 개최됐다.

## 일정
- 1차전: 7월 23일

교세라 돔 오사카(주관 구단: 오릭스 버펄로스, 2018년 1차전 이후 7년 만에 6번째)
- 2차전: 7월 24일

요코하마 스타디움(주관 구단: 요코하마 DeNA 베이스타스, 2016년 2차전 이후 9년 만에 8번째)
1. 금년도 1차전은 퍼시픽 올스타팀의 홈팀으로 취급하며(1루측), 2차전은 센트럴 올스타팀의 홈팀으로 취급한다(1루측, 두 경기 모두 원정팀은 3루측).
2. 2차전 우천 예비일을 7월 25일로 예정돼 있었다.

## 특별 행사
- 홈런 더비
- 야구 전당 헌액식(1차전 시작 전)[주 1]

참석자: 이와세 히토키, 가케후 마사유키, 도모요세 마사토(도미자와 히로야를 대신해서)

## 출장 선수
| 범례 - 굵은 글씨: 팬 투표에 의한 출장 - ※: 선수간 투표에 의한 출장 - ☆: 플러스 원 투표에 의한 출장 - ▲: 출장 사퇴 선수 발생에 의한 보충 선수 - 그 외에는 감독 추천에 의한 출장 |

| 센트럴 리그 | 센트럴 리그        | 센트럴 리그 | 센트럴 리그 |
| ----------- | ------------------ | ----------- | ----------- |
| 감독        | 아베 신노스케      | 요미우리    |             |
| 코치        | 후지카와 규지      | 한신        |             |
| 코치        | 미우라 다이스케    | DeNA        |             |
| 선발 투수   | 무라카미 쇼키      | 한신        | 2           |
| 중간 계투   | 다이세이           | 요미우리    | 2(1)        |
| 마무리 투수 | 마쓰야마 신야      | 주니치      | 2(1)        |
| 투수        | 야마사키 이오리※   | 요미우리    | 2           |
| 투수        | F. 그리핀          | 요미우리    | 첫 출장     |
| 투수        | R. 마르티네스      | 요미우리    | 4           |
| 투수        | 오요카와 마사키    | 한신        | 첫 출장     |
| 투수        | 이시이 다이치      | 한신        | 첫 출장     |
| 투수        | 이세 히로무▲       | DeNA        | 2           |
| 투수        | 이리에 다이세이    | DeNA        | 첫 출장(1)  |
| 투수        | A. 잭슨            | DeNA        | 첫 출장     |
| 투수        | 모리우라 다이스케  | 히로시마    | 첫 출장     |
| 투수        | 시마우치 소타로    | 히로시마    | 첫 출장     |
| 투수        | 이시야마 다이치    | 야쿠르트    | 4(2)        |
| 투수        | 오니시 히로키▲     | 야쿠르트    | 2           |
| 투수        | 마쓰바 다카히로    | 주니치      | 첫 출장     |
| 투수        | 시미즈 다쓰야      | 주니치      | 첫 출장     |
| 투수        | 후지시마 겐토▲     | 주니치      | 첫 출장     |
| 포수        | 가이 다쿠야※       | 요미우리    | 4           |
| 포수        | 사카모토 세이시로  | 한신        | 첫 출장     |
| 포수        | 사카쿠라 쇼고      | 히로시마    | 3           |
| 1루수       | 오야마 유스케      | 한신        | 3           |
| 1루수       | T. 오스틴※         | DeNA        | 2(1)        |
| 2루수       | 마키 슈고          | DeNA        | 4           |
| 2루수       | 요시카와 나오키※   | 요미우리    | 첫 출장     |
| 3루수       | 사토 데루아키※     | 한신        | 4           |
| 유격수      | 야노 마사야※       | 히로시마    | 첫 출장     |
| 내야수      | 이즈구치 유타      | 요미우리    | 첫 출장     |
| 내야수      | 나카노 다쿠무☆     | 한신        | 5           |
| 외야수      | 모리시타 쇼타※     | 한신        | 첫 출장     |
| 외야수      | 지카모토 고지※     | 한신        | 6(1)        |
| 외야수      | 오카바야시 유키    | 주니치      | 첫 출장     |
| 외야수      | 우에바야시 세이지※ | 주니치      | 2           |
| 외야수      | 사노 게이타▲       | DeNA        | 4           |
| 외야수      | S. 파비안          | 히로시마    | 첫 출장     |

| 퍼시픽 리그 | 퍼시픽 리그       | 퍼시픽 리그 | 퍼시픽 리그 |
| ----------- | ----------------- | ----------- | ----------- |
| 감독        | 고쿠보 히로키     | 소프트뱅크  |             |
| 코치        | 신조 쓰요시       | 닛폰햄      |             |
| 코치        | 요시이 마사토     | 지바 롯데   |             |
| 선발 투수   | 미야기 히로야     | 오릭스      | 2           |
| 중간 계투   | 가이노 히로시     | 세이부      | 첫 출장     |
| 마무리 투수 | 다나카 세이기     | 닛폰햄      | 3           |
| 투수        | 이마이 다쓰야※    | 세이부      | 3           |
| 투수        | L. 모이넬로       | 소프트뱅크  | 2           |
| 투수        | 스기야마 가즈키   | 소프트뱅크  | 첫 출장     |
| 투수        | 다쓰 고타         | 닛폰햄      | 첫 출장     |
| 투수        | 기타야마 고키     | 닛폰햄      | 첫 출장     |
| 투수        | 나카모리 슌스케   | 지바 롯데   | 첫 출장     |
| 투수        | 니시구치 나오토   | 라쿠텐      | 첫 출장     |
| 투수        | 구리 아렌         | 오릭스      | 2           |
| 투수        | 스미다 지히로     | 세이부      | 첫 출장     |
| 투수        | 다이라 가이마     | 세이부      | 4           |
| 포수        | 와카쓰키 겐야※    | 오릭스      | 2           |
| 포수        | 데라치 류세이     | 지바 롯데   | 첫 출장     |
| 1루수       | 돈구 유마         | 오릭스      | 2           |
| 1루수       | 야마카와 호타카※  | 소프트뱅크  | 6           |
| 2루수       | 오타 료※          | 오릭스      | 2(1)        |
| 3루수       | 기요미야 고타로※  | 닛폰햄      | 2           |
| 유격수      | 구레바야시 고타로 | 오릭스      | 3           |
| 유격수      | 무네야마 루이※    | 라쿠텐      | 첫 출장     |
| 내야수      | 노무라 이사미▲    | 소프트뱅크  | 첫 출장     |
| 내야수      | 무라바야시 이쓰키 | 라쿠텐      | 첫 출장     |
| 내야수      | 다키자와 나쓰오   | 세이부      | 첫 출장     |
| 외야수      | 만나미 추세이※    | 닛폰햄      | 3           |
| 외야수      | 니시카와 료마※    | 오릭스      | 2(2)        |
| 외야수      | 와타나베 세이야※  | 세이부      | 첫 출장     |
| 외야수      | 슈토 우쿄         | 소프트뱅크  | 2           |
| 외야수      | 야나기마치 다쓰루 | 소프트뱅크  | 첫 출장     |
| 외야수      | 후지와라 교타▲    | 지바 롯데   | 첫 출장     |
| 외야수      | 야마모토 다이토☆  | 지바 롯데   | 첫 출장     |
| 외야수      | 니시카와 마나야   | 세이부      | 첫 출장     |
| 지명타자    | F. 레예스※        | 닛폰햄      | 첫 출장     |

- 숫자는 출장 횟수를 뜻하며 괄호 안에 있는 숫자는 상기 횟수 가운데 부상 때문에 출전하지 못한 횟수.
- 또한 사퇴 선수는 야구 협약 86조에 따라 올스타전 종료 후 후반기 시작 시점부터 10경기 동안 선수 등록을 할 수 없다. 단, 등록 말소 중인 선수는 말소 기간 중 경기 수를 10경기로부터 차감된다.

1. ↑  우척골 팔꿈치 주두 피로 골절 때문에 출전을 포기했으며 마쓰야마를 대체할 선수로서 후지시마가 선출됐다.[3]
2. ↑  오른쪽 상완부 신경장애 때문에 출전을 포기했으며 이리에를 대체할 선수로서 이세가 선출됐다.[3]
3. ↑  왼쪽 내복사근 부상 때문에 출전을 포기했으며 이시야마를 대체할 선수로서 오니시가 선출됐다.[3]
4. ↑  오른쪽 슬개건염 때문에 출전을 포기했으며 오스틴을 대체할 선수로서 사노가 선출됐다.[3]
5. ↑  오른쪽 어깨 관절 내 임핀지먼트 증후군 때문에 출전을 포기했으며 구레바야시를 대체할 선수로서 노무라가 선출됐다.[4]
6. ↑  왼발 관절 외측 인대 손상 및 왼발 관절 삼각 인대 손상 때문에 출전을 포기했으며 니시카와를 대체할 선수로서 후지와라가 선출됐다.[3]

## 올스타전 경기 결과

### 1차전

#### 스코어
| 팀 | 1 | 2 | 3 | 4 | 5 | 6 | 7 | 8 | 9 | R | H | E |
| 센트럴 | 0 | 0 | 0 | 0 | 1 | 0 | 0 | 0 | 0 | 1 | 5 | 0 |
| 퍼시픽 | 0 | 1 | 3 | 0 | 0 | 0 | 1 | 0 | X | 5 | 9 | 1 |
| 승리 투수: 미야기 히로야(오릭스) 패전 투수: 마쓰바 다카히로(주니치) 홈런: 퍼시픽 – 돈구 유마(오릭스·3회 3점), 와카쓰키 겐야(오릭스·7회 1점) |   |   |   |   |   |   |   |   |   |   |   |   |

#### 출장 선수
| 센트럴 | 센트럴 | 센트럴          |
| 타순   | 수비   | 선수            |
| ------ | ------ | --------------- |
| 1      | (중)   | 지카모토 고지   |
| 2      | (二)   | 마키 슈고       |
| 3      | (우)   | 모리시타 쇼타   |
| 4      | (三)   | 사토 데루아키   |
| 5      | (一)   | 오야마 유스케   |
| 6      | (지)   | S. 파비안       |
| 7      | (포)   | 가이 다쿠야     |
| 8      | (좌)   | 오카바야시 유키 |
| 9      | (유)   | 야노 마사야     |
|        | (투)   | R. 마르티네스   |

| 퍼시픽 | 퍼시픽 | 퍼시픽            |
| 타순   | 수비   | 선수              |
| ------ | ------ | ----------------- |
| 1      | (우)   | 후지와라 교타     |
| 2      | (一)   | 돈구 유마         |
| 3      | (三)   | 무라바야시 이쓰키 |
| 4      | (지)   | F. 레예스         |
| 5      | (좌)   | 와타나베 세이야   |
| 6      | (유)   | 노무라 이사미     |
| 7      | (중)   | 슈토 우쿄         |
| 8      | (포)   | 와카쓰키 겐야     |
| 9      | (二)   | 오타 료           |
|        | (투)   | 미야기 히로야     |

#### 수상 선수
MVP
- 돈구 유마(오릭스)

### 2차전

#### 스코어
| 팀 | 1 | 2 | 3 | 4 | 5 | 6 | 7 | 8 | 9 | R  | H  | E |
| 퍼시픽 | 3 | 3 | 1 | 1 | 1 | 0 | 0 | 0 | 1 | 10 | 15 | 0 |
| 센트럴 | 0 | 1 | 0 | 0 | 2 | 0 | 3 | 1 | 0 | 7  | 16 | 2 |
| 승리 투수: 이마이 다쓰야(세이부) 패전 투수: 무라카미 쇼키(한신) 세이브: 다쓰 고타(닛폰햄) 홈런: 퍼시픽 – 기요미야 고타로(닛폰햄·4회 1점), 돈구 유마(오릭스·9회 1점) 센트럴 – 요시카와 나오키(요미우리·5회 1점), 사토 데루아키(한신·5회 1점), 지카모토 고지(한신·8회 1점) |   |   |   |   |   |   |   |   |   |    |    |   |

#### 출장 선수
| 퍼시픽 | 퍼시픽 | 퍼시픽            |
| 타순   | 수비   | 선수              |
| ------ | ------ | ----------------- |
| 1      | (유)   | 무네야마 루이     |
| 2      | (三)   | 기요미야 고타로   |
| 3      | (一)   | 야마카와 호타카   |
| 4      | (지)   | 야마모토 다이토   |
| 5      | (중)   | 니시카와 마나야   |
| 6      | (좌)   | 야나기마치 다쓰루 |
| 7      | (포)   | 데라치 류세이     |
| 8      | (二)   | 다키자와 나쓰오   |
| 9      | (우)   | 만나미 추세이     |
|        | (투)   | 이마이 다쓰야     |

| 센트럴 | 센트럴 | 센트럴            |
| 타순   | 수비   | 선수              |
| ------ | ------ | ----------------- |
| 1      | (중)   | 우에바야시 세이지 |
| 2      | (二)   | 요시카와 나오키   |
| 3      | (우)   | 모리시타 쇼타     |
| 4      | (三)   | 사토 데루아키     |
| 5      | (지)   | 마키 슈고         |
| 6      | (一)   | 사노 게이타       |
| 7      | (좌)   | S. 파비안         |
| 8      | (포)   | 사카쿠라 쇼고     |
| 9      | (유)   | 이즈구치 유타     |
|        | (투)   | 무라카미 쇼키     |

#### 수상 선수
MVP
- 기요미야 고타로(닛폰햄)

## 홈런 더비
|  | 예선              | 예선 |                   |   | 준결승          | 준결승 |           |   | 결승 | 결승 |
|  |                   |      |                   |   |                 |        |           |   |      |      |
|  | 제1경기(7월 23일) |      |                   |   |                 |        |           |   |      |      |
|  |                   |      |                   |   |                 |        |           |   |      |      |
|  | 사토 데루아키     | 5    |                   |   |                 |        |           |   |      |      |
|  | 사토 데루아키     | 5    | 제3경기(7월 23일) |   |                 |        |           |   |      |      |
|  | 돈구 유마         | 3    |                   |   |                 |        |           |   |      |      |
|  | 돈구 유마         | 3    | 사토 데루아키     | 6 |                 |        |           |   |      |      |
|  | 제2경기(7월 23일) |      | 사토 데루아키     | 6 |                 |        |           |   |      |      |
|  |                   |      | 기요미야 고타로   | 7 |                 |        |           |   |      |      |
|  | 모리시타 쇼타     | 1    | 기요미야 고타로   | 7 |                 |        |           |   |      |      |
|  | 모리시타 쇼타     | 1    | 제7경기(7월 24일) |   |                 |        |           |   |      |      |
|  | 기요미야 고타로   | 2    |                   |   |                 |        |           |   |      |      |
|  | 기요미야 고타로   | 2    |                   |   | 기요미야 고타로 | 6      |           |   |      |      |
|  | 제4경기(7월 24일) |      |                   |   | 기요미야 고타로 | 6      |           |   |      |      |
|  |                   |      |                   |   |                 |        | 마키 슈고 | 7 |      |      |
|  | 마키 슈고         | 4    |                   |   |                 |        | 마키 슈고 | 7 |      |      |
|  | 마키 슈고         | 4    | 제6경기(7월 24일) |   |                 |        |           |   |      |      |
|  | F. 레예스         | 2    |                   |   |                 |        |           |   |      |      |
|  | F. 레예스         | 2    | 마키 슈고         | 7 |                 |        |           |   |      |      |
|  | 제5경기(7월 24일) |      | 마키 슈고         | 7 |                 |        |           |   |      |      |
|  |                   |      | 만나미 추세이     | 6 |                 |        |           |   |      |      |
|  | 우에바야시 세이지 | 2    | 만나미 추세이     | 6 |                 |        |           |   |      |      |
|  | 우에바야시 세이지 | 2    |                   |   |                 |        |           |   |      |      |
|  | 만나미 추세이     | 3    |                   |   |                 |        |           |   |      |      |
|  | 만나미 추세이     | 3    |                   |   |                 |        |           |   |      |      |

우승자
- 마키 슈고(DeNA)

## 주해
1. ↑  스즈키 이치로는 미국 야구 명예의 전당 시상식에 참석하는 관계로 불참하여 8월 31일 반테린 돔 나고야에서 개최되는 고교 야구 여자 선발 vs 이치로 선발 KOBE CHIBEN의 경기 종료 후에 치러진다.[2]

## 관련 항목
- 일본 프로 야구 올스타전